# Campeonato de Fútbol de Costa Rica 1991
La temporada 1991 de la Liga Superior fue la 72.ª edición de la máxima categoría del sistema de Ligas costarricenses de fútbol. Se disputó desde el 17 de noviembre de 1990 y concluyó el 3 de noviembre de 1991.
El equipo Alajuelense se proclamó campeón al ganar la gran final ante Saprissa.

## Sistema de competición
La temporada de la Liga Superior estuvo conformada en tres partes:
- Fase de clasificación: Se integró por las 44 jornadas del certamen.
- Fase final: Se integró por los cuartos de final, semifinal y final.
- Gran final: Disputaron la serie el líder de la clasificación y el ganador de la final de segunda ronda.

### Fase de clasificación
En la fase de clasificación se observó el sistema de puntos. La ubicación en la tabla general, estuvo sujeta a lo siguiente:
- Por juego ganado se otorgaron dos puntos.
- Por juego empatado se otorgó un punto.
- Por juego perdido no se otorgaron puntos.

En esta fase participaron los 12 clubes de la Liga Superior jugando todos contra todos durante las 44 jornadas respectivas a lo largo de la temporada, a visita recíproca durante cuatro vueltas.
El orden de los clubes al final de la fase de clasificación del torneo correspondió a la suma de los puntos obtenidos por cada uno de ellos y se presentó en forma descendente. Si al finalizar las 44 jornadas del torneo, dos o más clubes estuviesen empatados en puntos, su posición en la tabla general fue determinada atendiendo a los siguientes criterios de desempate:
1. Mayor diferencia positiva general de goles. Este resultado se obtiene mediante la sumatoria de los goles anotados a todos los rivales, en cada campeonato menos los goles recibidos de estos.
2. Mayor cantidad de goles a favor, anotados a todos los rivales dentro de la misma competencia.
3. Mejor puntuación particular que hayan conseguido en las confrontaciones particulares entre ellos mismos.
4. Mayor diferencia positiva particular de goles, la cual se obtiene sumando los goles de los equipos empatados y restándole los goles recibidos.
5. Mayor cantidad de goles a favor que hayan conseguido en las confrontaciones entre ellos mismos.
6. Como última alternativa, el ente organizador realizaría un sorteo para el desempate.

El último equipo clasificado sería reemplazado por el campeón de la segunda categoría para la siguiente campaña.

### Fase final
Los seis clubes clasificados para cuartos de final fueron reubicados de acuerdo con el lugar que ocuparon en la tabla general al término de la jornada 44, con el puesto del número uno al club mejor clasificado, y así hasta el número seis.
Los clubes vencedores en los partidos de cuartos de final, semifinal y final fueron aquellos que en los dos juegos anotaron el mayor número de goles. De existir empate en el número de goles anotados, la series se extendían a tiempos suplementarios y si la igualdad persistía, se llevaban a cabo lanzamientos desde el punto de penal.
Los partidos de cuartos de final se jugaron de la siguiente manera:
2.° vs 5.°

3.° vs 4.°

En las semifinales participaron los tres clubes vencedores de cuartos de final (con el mejor ubicado esperando rival para la final), reubicándolos del uno al dos, de acuerdo a su mejor posición en la tabla general de clasificación al término de la jornada 44 del torneo correspondiente, enfrentándose:
Disputaron la final de segunda ronda un club vencedor de la fase semifinal correspondiente y el otro club que esperó, reubicándolos del uno al dos, de acuerdo a su mejor posición en la tabla general de clasificación al término de la jornada 44 del torneo. Si el equipo que finalizó líder resultaba vencedor de esta serie, se proclamaría campeón automáticamente. Sin embargo, si el rival superaba esta final, obligaría a una nueva serie final por el título.

### Gran final
Se disputó entre el vencedor de la final de segunda ronda y el líder de la clasificación a dos partidos en visita recíproca para definir al campeón de la temporada.
El equipo mejor posicionado del campeonato fue representante de Costa Rica para el Torneo Centroamericano y la Copa de Campeones de la Concacaf de 1992.

## Información de los equipos
Tomaron parte en el torneo doce clubes, ratificando a los equipos ascendidos de Generaleña y Turrialba.
| Equipo       | Entrenador          | Ciudad     | Estadio           |
| ------------ | ------------------- | ---------- | ----------------- |
| Alajuelense  | Ivan Mráz           | Alajuela   | Morera Soto       |
| Cartaginés   | Henry Duarte        | Cartago    | "Fello" Meza      |
| Generaleña   | Juan José Gámez     | San Isidro | Municipal         |
| Guanacasteca | Julio Cortés        | Nicoya     | Chorotega         |
| Herediano    | Manuel Arias        | Heredia    | Rosabal Cordero   |
| Limonense    | Juan Luis Hernández | Limón      | Juan Gobán        |
| Palmares     | Carlos Watson       | Palmares   | "Palmareño" Solís |
| Puntarenas   | Jorge Medina        | Puntarenas | "Lito" Pérez      |
| San Carlos   | Marvin Rodríguez    | Quesada    | Carlos Ugalde     |
| Saprissa     | Odir Jacques        | Tibás      | Ricardo Saprissa  |
| Turrialba    | Antonio Moyano      | Turrialba  | Rafael Camacho    |
| Uruguay      | Leroy Lewis         | San Isidro | "Pipilo" Umaña    |

### Relevo de plazas
| Descendido a Liga Mayor         |
| ------------------------------- |
| No hubo. Congelado el descenso. |

| Ascendido de Liga Mayor |
| ----------------------- |
| A. D. Generaleña        |
| Municipal Turrialba     |

## Fase de clasificación

### Tabla de posiciones
| Pos. | Equipo               | Pts. | PJ | G  | E  | P  | GF | GC | Dif. | Notas                                          |
| ---- | -------------------- | ---- | -- | -- | -- | -- | -- | -- | ---- | ---------------------------------------------- |
| 1    | L. D. Alajuelense    | 64   | 44 | 28 | 8  | 8  | 75 | 36 | +39  | Clasifica a cuartos de final y a la gran final |
| 2    | Municipal Puntarenas | 61   | 44 | 24 | 13 | 7  | 64 | 36 | +28  | Clasifica a cuartos de final                   |
| 3    | Deportivo Saprissa   | 53   | 44 | 23 | 7  | 14 | 64 | 43 | +21  | Clasifica a cuartos de final                   |
| 4    | C. S. Uruguay        | 49   | 44 | 18 | 13 | 13 | 51 | 34 | +17  | Clasifica a cuartos de final                   |
| 5    | Municipal Turrialba  | 48   | 44 | 18 | 12 | 14 | 48 | 40 | +8   | Clasifica a cuartos de final                   |
| 6    | C. S. Cartaginés     | 44   | 44 | 16 | 12 | 16 | 50 | 52 | −2   | Clasifica a cuartos de final                   |
| 7    | C. S. Herediano      | 42   | 44 | 15 | 12 | 17 | 52 | 54 | −2   |                                                |
| 8    | A. D. San Carlos     | 40   | 44 | 12 | 16 | 16 | 41 | 54 | −13  |                                                |
| 9    | A. D. Guanacasteca   | 37   | 44 | 12 | 13 | 19 | 37 | 43 | −6   |                                                |
| 10   | A. D. Generaleña     | 31   | 44 | 12 | 7  | 25 | 40 | 69 | −29  |                                                |
| 11   | A. D. Limonense      | 30   | 44 | 10 | 10 | 24 | 40 | 69 | −29  |                                                |
| 12   | Municipal Palmares   | 29   | 44 | 9  | 11 | 24 | 36 | 68 | −32  | Descenso de categoría                          |

 Fuente: La República
Criterios de clasificación: Puntos · Diferencia de goles · Goles a favor

## Resultados
El calendario de los partidos se dio a conocer el 31 de octubre de 1990.
| Jornada 1         | Jornada 1 | Jornada 1  | Jornada 1        | Jornada 1       | Jornada 1 |
| Local             | Resultado | Visitante  | Estadio          | Fecha           |           |
| ----------------- | --------- | ---------- | ---------------- | --------------- | --------- |
| Limonense         | 2 - 1     | Cartaginés | Juan Gobán       | 17 de noviembre |           |
| San Carlos        | 1 - 2     | Puntarenas | Carlos Ugalde    | 17 de noviembre |           |
| Alajuelense       | 1 - 0     | Turrialba  | Morera Soto      | 18 de noviembre |           |
| Uruguay           | 0 - 0     | Herediano  | Pipilo Umaña     | 18 de noviembre |           |
| Guanacasteca      | 1 - 0     | Palmares   | Chorotega        | 18 de noviembre |           |
| Saprissa          | 1 - 0     | Generaleña | Ricardo Saprissa | 18 de noviembre |           |
| Total de goles: 9 |           |            |                  |                 |           |

| Jornada 2          | Jornada 2 | Jornada 2    | Jornada 2       | Jornada 2       | Jornada 2 |
| Local              | Resultado | Visitante    | Estadio         | Fecha           |           |
| ------------------ | --------- | ------------ | --------------- | --------------- | --------- |
| Generaleña         | 0 - 1     | Uruguay      | Municipal       | 25 de noviembre |           |
| Herediano          | 1 - 0     | San Carlos   | Rosabal Cordero | 25 de noviembre |           |
| Puntarenas         | 2 - 1     | Alajuelense  | Lito Pérez      | 25 de noviembre |           |
| Turrialba          | 0 - 1     | Limonense    | Rafael Camacho  | 25 de noviembre |           |
| Cartaginés         | 1 - 2     | Guanacasteca | Fello Meza      | 25 de noviembre |           |
| Palmares           | 1 - 4     | Saprissa     | Palmareño Solís | 25 de noviembre |           |
| Total de goles: 14 |           |              |                 |                 |           |

| Jornada 3          | Jornada 3 | Jornada 3  | Jornada 3        | Jornada 3      | Jornada 3 |
| Local              | Resultado | Visitante  | Estadio          | Fecha          |           |
| ------------------ | --------- | ---------- | ---------------- | -------------- | --------- |
| Alajuelense        | 3 - 0     | Herediano  | Morera Soto      | 1 de diciembre |           |
| Limonense          | 1 - 1     | Puntarenas | Juan Gobán       | 1 de diciembre |           |
| Palmares           | 2 - 0     | Generaleña | Palmareño Solís  | 2 de diciembre |           |
| Guanacasteca       | 1 - 1     | Turrialba  | Chorotega        | 2 de diciembre |           |
| Saprissa           | 0 - 0     | Cartaginés | Ricardo Saprissa | 2 de diciembre |           |
| San Carlos         | 1 - 0     | Uruguay    | Carlos Ugalde    | 2 de diciembre |           |
| Total de goles: 10 |           |            |                  |                |           |

| Jornada 4          | Jornada 4 | Jornada 4    | Jornada 4       | Jornada 4      | Jornada 4 |
| Local              | Resultado | Visitante    | Estadio         | Fecha          |           |
| ------------------ | --------- | ------------ | --------------- | -------------- | --------- |
| Generaleña         | 2 - 0     | San Carlos   | Morera Soto     | 5 de diciembre |           |
| Herediano          | 1 - 1     | Limonense    | Rosabal Cordero | 5 de diciembre |           |
| Puntarenas         | 1 - 0     | Guanacasteca | Lito Pérez      | 5 de diciembre |           |
| Uruguay            | 1 - 1     | Alajuelense  | Nacional        | 5 de diciembre |           |
| Cartaginés         | 1 - 2     | Palmares     | Fello Meza      | 5 de diciembre |           |
| Turrialba          | 1 - 1     | Saprissa     | Fello Meza      | 6 de diciembre |           |
| Total de goles: 12 |           |              |                 |                |           |

| Jornada 5          | Jornada 5 | Jornada 5  | Jornada 5       | Jornada 5      | Jornada 5 |
| Local              | Resultado | Visitante  | Estadio         | Fecha          |           |
| ------------------ | --------- | ---------- | --------------- | -------------- | --------- |
| Limonense          | 1 - 2     | Uruguay    | Juan Gobán      | 8 de diciembre |           |
| Guanacasteca       | 1 - 5     | Herediano  | Chorotega       | 9 de diciembre |           |
| Puntarenas         | 2 - 1     | Saprissa   | Lito Pérez      | 9 de diciembre |           |
| Palmares           | 0 - 0     | Turrialba  | Palmareño Solís | 9 de diciembre |           |
| Alajuelense        | 5 - 1     | San Carlos | Morera Soto     | 9 de diciembre |           |
| Cartaginés         | 3 - 0     | Generaleña | Fello Meza      | 9 de diciembre |           |
| Total de goles: 21 |           |            |                 |                |           |

| Jornada 6          | Jornada 6 | Jornada 6    | Jornada 6       | Jornada 6       | Jornada 6 |
| Local              | Resultado | Visitante    | Estadio         | Fecha           |           |
| ------------------ | --------- | ------------ | --------------- | --------------- | --------- |
| San Carlos         | 3 - 1     | Limonense    | Carlos Ugalde   | 15 de diciembre |           |
| Herediano          | 0 - 1     | Saprissa     | Rosabal Cordero | 16 de diciembre |           |
| Puntarenas         | 2 - 0     | Palmares     | Lito Pérez      | 16 de diciembre |           |
| Turrialba          | 0 - 2     | Cartaginés   | Rafael Camacho  | 16 de diciembre |           |
| Generaleña         | 1 - 2     | Alajuelense  | Municipal       | 16 de diciembre |           |
| Uruguay            | 1 - 2     | Guanacasteca | Pipilo Umaña    | 16 de diciembre |           |
| Total de goles: 15 |           |              |                 |                 |           |

| Jornada 7          | Jornada 7 | Jornada 7   | Jornada 7       | Jornada 7       | Jornada 7 |
| Local              | Resultado | Visitante   | Estadio         | Fecha           |           |
| ------------------ | --------- | ----------- | --------------- | --------------- | --------- |
| Turrialba          | 3 - 0     | Generaleña  | Fello Meza      | 19 de diciembre |           |
| Palmares           | 2 - 2     | Herediano   | Palmareño Solís | 19 de diciembre |           |
| Guanacasteca       | 3 - 0     | San Carlos  | Chorotega       | 19 de diciembre |           |
| Uruguay            | 2 - 0     | Saprissa    | Nacional        | 19 de diciembre |           |
| Cartaginés         | 2 - 0     | Puntarenas  | Fello Meza      | 26 de diciembre |           |
| Limonense          | 0 - 1     | Alajuelense | Nacional        | 26 de diciembre |           |
| Total de goles: 15 |           |             |                 |                 |           |

| Jornada 8          | Jornada 8 | Jornada 8    | Jornada 8       | Jornada 8       | Jornada 8 |
| Local              | Resultado | Visitante    | Estadio         | Fecha           |           |
| ------------------ | --------- | ------------ | --------------- | --------------- | --------- |
| San Carlos         | 2 - 1     | Saprissa     | Carlos Ugalde   | 23 de diciembre |           |
| Generaleña         | 3 - 2     | Limonense    | Municipal       | 23 de diciembre |           |
| Uruguay            | 4 - 0     | Palmares     | Pipilo Umaña    | 23 de diciembre |           |
| Herediano          | 3 - 2     | Cartaginés   | Rosabal Cordero | 23 de diciembre |           |
| Puntarenas         | 2 - 1     | Turrialba    | Lito Pérez      |                 |           |
| Alajuelense        | 1 - 3     | Guanacasteca | Morera Soto     |                 |           |
| Total de goles: 24 |           |              |                 |                 |           |

| Jornada 9          | Jornada 9 | Jornada 9   | Jornada 9        | Jornada 9       | Jornada 9 |
| Local              | Resultado | Visitante   | Estadio          | Fecha           |           |
| ------------------ | --------- | ----------- | ---------------- | --------------- | --------- |
| Palmares           | 0 - 2     | San Carlos  | Palmareño Solís  | 29 de diciembre |           |
| Turrialba          | 2 - 1     | Herediano   | Rafael Camacho   | 30 de diciembre |           |
| Guanacasteca       | 1 - 1     | Limonense   | Chorotega        | 30 de diciembre |           |
| Puntarenas         | 1 - 1     | Generaleña  | Lito Pérez       | 30 de diciembre |           |
| Saprissa           | 2 - 1     | Alajuelense | Ricardo Saprissa | 30 de diciembre |           |
| Cartaginés         | 0 - 0     | Uruguay     | Fello Meza       | 30 de diciembre |           |
| Total de goles: 12 |           |             |                  |                 |           |

| Jornada 10         | Jornada 10 | Jornada 10 | Jornada 10      | Jornada 10 | Jornada 10 |
| Local              | Resultado  | Visitante  | Estadio         | Fecha      |            |
| ------------------ | ---------- | ---------- | --------------- | ---------- | ---------- |
| Limonense          | 3 - 2      | Saprissa   | Juan Gobán      |            |            |
| Alajuelense        | 5 - 1      | Palmares   | Nacional        |            |            |
| San Carlos         | 1 - 1      | Cartaginés | Carlos Ugalde   |            |            |
| Guanacasteca       | 2 - 2      | Generaleña | Chorotega       |            |            |
| Herediano          | 1 - 1      | Puntarenas | Rosabal Cordero |            |            |
| Uruguay            | 3 - 0      | Turrialba  | Pipilo Umaña    |            |            |
| Total de goles: 22 |            |            |                 |            |            |

| Jornada 11         | Jornada 11 | Jornada 11   | Jornada 11       | Jornada 11 | Jornada 11 |
| Local              | Resultado  | Visitante    | Estadio          | Fecha      |            |
| ------------------ | ---------- | ------------ | ---------------- | ---------- | ---------- |
| Cartaginés         | 0 - 2      | Alajuelense  | Fello Meza       |            |            |
| Saprissa           | 2 - 0      | Guanacasteca | Ricardo Saprissa |            |            |
| Palmares           | 1 - 1      | Limonense    | Palmareño Solís  |            |            |
| Puntarenas         | 1 - 0      | Uruguay      | Lito Pérez       |            |            |
| Turrialba          | 1 - 1      | San Carlos   | Fello Meza       |            |            |
| Generaleña         | 2 - 0      | Herediano    | Municipal        |            |            |
| Total de goles: 11 |            |              |                  |            |            |

| Jornada 12         | Jornada 12 | Jornada 12   | Jornada 12      | Jornada 12 | Jornada 12 |
| Local              | Resultado  | Visitante    | Estadio         | Fecha      |            |
| ------------------ | ---------- | ------------ | --------------- | ---------- | ---------- |
| Palmares           | 0 - 0      | Guanacasteca | Palmareño Solís |            |            |
| Puntarenas         | 3 - 0      | San Carlos   | Lito Pérez      |            |            |
| Turrialba          | 0 - 2      | Alajuelense  | Rafael Camacho  |            |            |
| Cartaginés         | 2 - 0      | Limonense    | Fello Meza      |            |            |
| Herediano          | 2 - 1      | Uruguay      | Rosabal Cordero |            |            |
| Generaleña         | 0 - 4      | Saprissa     | Municipal       |            |            |
| Total de goles: 14 |            |              |                 |            |            |

| Jornada 13         | Jornada 13 | Jornada 13 | Jornada 13       | Jornada 13 | Jornada 13 |
| Local              | Resultado  | Visitante  | Estadio          | Fecha      |            |
| ------------------ | ---------- | ---------- | ---------------- | ---------- | ---------- |
| Limonense          | 1 - 3      | Turrialba  | Juan Gobán       |            |            |
| San Carlos         | 1 - 1      | Herediano  | Carlos Ugalde    |            |            |
| Alajuelense        | 0 - 3      | Puntarenas | Nacional         |            |            |
| Uruguay            | 4 - 0      | Generaleña | Pipilo Umaña     |            |            |
| Guanacasteca       | 5 - 1      | Cartaginés | Chorotega        |            |            |
| Saprissa           | 4 - 0      | Palmares   | Ricardo Saprissa |            |            |
| Total de goles: 23 |            |            |                  |            |            |

| Jornada 14        | Jornada 14 | Jornada 14  | Jornada 14      | Jornada 14 | Jornada 14 |
| Local             | Resultado  | Visitante   | Estadio         | Fecha      |            |
| ----------------- | ---------- | ----------- | --------------- | ---------- | ---------- |
| Uruguay           | 2 - 1      | San Carlos  | Pipilo Umaña    |            |            |
| Herediano         | 0 - 1      | Alajuelense | Rosabal Cordero |            |            |
| Puntarenas        | 1 - 0      | Limonense   | Lito Pérez      |            |            |
| Guanacasteca      | 0 - 0      | Turrialba   | Chorotega       |            |            |
| Cartaginés        | 0 - 0      | Saprissa    | Fello Meza      |            |            |
| Generaleña        | 1 - 2      | Palmares    | Morera Soto     |            |            |
| Total de goles: 8 |            |             |                 |            |            |

| Jornada 15         | Jornada 15 | Jornada 15 | Jornada 15       | Jornada 15 | Jornada 15 |
| Local              | Resultado  | Visitante  | Estadio          | Fecha      |            |
| ------------------ | ---------- | ---------- | ---------------- | ---------- | ---------- |
| Palmares           | 1 - 2      | Cartaginés | Palmareño Solís  |            |            |
| Limonense          | 1 - 1      | Herediano  | Juan Gobán       |            |            |
| Guanacasteca       | 1 - 0      | Puntarenas | Chorotega        |            |            |
| Saprissa           | 4 - 2      | Turrialba  | Ricardo Saprissa |            |            |
| San Carlos         | 1 - 0      | Generaleña | Carlos Ugalde    |            |            |
| Alajuelense        | 1 - 0      | Uruguay    | Nacional         |            |            |
| Total de goles: 14 |            |            |                  |            |            |

| Jornada 16         | Jornada 16 | Jornada 16   | Jornada 16       | Jornada 16   | Jornada 16 |
| Local              | Resultado  | Visitante    | Estadio          | Fecha        |            |
| ------------------ | ---------- | ------------ | ---------------- | ------------ | ---------- |
| Uruguay            | 3 - 0      | Limonense    | Pipilo Umaña     | 2 de febrero |            |
| San Carlos         | 0 - 0      | Alajuelense  | Carlos Ugalde    | 3 de febrero |            |
| Generaleña         | 1 - 2      | Cartaginés   | Municipal        | 3 de febrero |            |
| Herediano          | 1 - 0      | Guanacasteca | Rosabal Cordero  | 3 de febrero |            |
| Turrialba          | 2 - 1      | Palmares     | Rafael Camacho   | 3 de febrero |            |
| Saprissa           | 0 - 1      | Puntarenas   | Ricardo Saprissa | 3 de febrero |            |
| Total de goles: 11 |            |              |                  |              |            |

| Jornada 17        | Jornada 17 | Jornada 17 | Jornada 17       | Jornada 17   | Jornada 17 |
| Local             | Resultado  | Visitante  | Estadio          | Fecha        |            |
| ----------------- | ---------- | ---------- | ---------------- | ------------ | ---------- |
| Alajuelense       | 0 - 0      | Generaleña | Morera Soto      | 6 de febrero |            |
| Saprissa          | 3 - 2      | Herediano  | Ricardo Saprissa | 6 de febrero |            |
| Palmares          | 0 - 1      | Puntarenas | Palmareño Solís  | 6 de febrero |            |
| Cartaginés        | 2 - 1      | Turrialba  | Fello Meza       | 6 de febrero |            |
| Guanacasteca      | 0 - 0      | Uruguay    | Chorotega        | 6 de febrero |            |
| Limonense         | 0 - 0      | San Carlos | Juan Gobán       | 6 de febrero |            |
| Total de goles: 9 |            |            |                  |              |            |

| Jornada 18         | Jornada 18 | Jornada 18   | Jornada 18      | Jornada 18    | Jornada 18 |
| Local              | Resultado  | Visitante    | Estadio         | Fecha         |            |
| ------------------ | ---------- | ------------ | --------------- | ------------- | ---------- |
| Generaleña         | 1 - 2      | Turrialba    | Municipal       | 17 de febrero |            |
| Herediano          | 1 - 0      | Palmares     | Rosabal Cordero | 17 de febrero |            |
| Puntarenas         | 1 - 1      | Cartaginés   | Lito Pérez      | 17 de febrero |            |
| Alajuelense        | 2 - 1      | Limonense    | Morera Soto     | 17 de febrero |            |
| San Carlos         | 0 - 0      | Guanacasteca | Carlos Ugalde   | 17 de febrero |            |
| Uruguay            | 1 - 1      | Saprissa     | Nacional        | 17 de febrero |            |
| Total de goles: 11 |            |              |                 |               |            |

| Jornada 19         | Jornada 19 | Jornada 19  | Jornada 19       | Jornada 19    | Jornada 19 |
| Local              | Resultado  | Visitante   | Estadio          | Fecha         |            |
| ------------------ | ---------- | ----------- | ---------------- | ------------- | ---------- |
| Limonense          | 1 - 2      | Generaleña  | Juan Gobán       | 23 de febrero |            |
| Cartaginés         | 1 - 0      | Herediano   | Fello Meza       | 24 de febrero |            |
| Turrialba          | 1 - 1      | Puntarenas  | Rafael Camacho   | 24 de febrero |            |
| Guanacasteca       | 0 - 1      | Alajuelense | Chorotega        | 24 de febrero |            |
| Saprissa           | 1 - 0      | San Carlos  | Ricardo Saprissa | 24 de febrero |            |
| Palmares           | 1 - 1      | Uruguay     | Palmareño Solís  | 24 de febrero |            |
| Total de goles: 10 |            |             |                  |               |            |

| Jornada 20         | Jornada 20 | Jornada 20   | Jornada 20      | Jornada 20    | Jornada 20 |
| Local              | Resultado  | Visitante    | Estadio         | Fecha         |            |
| ------------------ | ---------- | ------------ | --------------- | ------------- | ---------- |
| Uruguay            | 0 - 0      | Cartaginés   | Pipilo Umaña    | 27 de febrero |            |
| Herediano          | 1 - 1      | Turrialba    | Rosabal Cordero | 27 de febrero |            |
| Limonense          | 1 - 0      | Guanacasteca | Juan Gobán      | 27 de febrero |            |
| Alajuelense        | 1 - 0      | Saprissa     | Morera Soto     | 27 de febrero |            |
| San Carlos         | 2 - 1      | Palmares     | Carlos Ugalde   | 27 de febrero |            |
| Generaleña         | 0 - 6      | Puntarenas   | Morera Soto     | 28 de febrero |            |
| Total de goles: 13 |            |              |                 |               |            |

| Jornada 21         | Jornada 21 | Jornada 21   | Jornada 21       | Jornada 21 | Jornada 21 |
| Local              | Resultado  | Visitante    | Estadio          | Fecha      |            |
| ------------------ | ---------- | ------------ | ---------------- | ---------- | ---------- |
| Generaleña         | 2 - 0      | Guanacasteca | Municipal        | 3 de marzo |            |
| Puntarenas         | 3 - 0      | Herediano    | Lito Pérez       | 3 de marzo |            |
| Saprissa           | 3 - 1      | Limonense    | Ricardo Saprissa | 3 de marzo |            |
| Palmares           | 1 - 3      | Alajuelense  | Palmareño Solís  | 3 de marzo |            |
| Cartaginés         | 0 - 0      | San Carlos   | Fello Meza       | 3 de marzo |            |
| Turrialba          | 0 - 1      | Uruguay      | Rafael Camacho   | 3 de marzo |            |
| Total de goles: 14 |            |              |                  |            |            |

| Jornada 22         | Jornada 22 | Jornada 22 | Jornada 22      | Jornada 22  | Jornada 22 |
| Local              | Resultado  | Visitante  | Estadio         | Fecha       |            |
| ------------------ | ---------- | ---------- | --------------- | ----------- | ---------- |
| Limonense          | 2 - 1      | Palmares   | Juan Gobán      | 9 de marzo  |            |
| Alajuelense        | 2 - 0      | Cartaginés | Morera Soto     | 9 de marzo  |            |
| San Carlos         | 1 - 1      | Turrialba  | Carlos Ugalde   | 9 de marzo  |            |
| Uruguay            | 3 - 4      | Puntarenas | Pipilo Umaña    | 10 de marzo |            |
| Guanacasteca       | 0 - 0      | Saprissa   | Chorotega       | 10 de marzo |            |
| Herediano          | 2 - 0      | Generaleña | Rosabal Cordero | 10 de marzo |            |
| Total de goles: 16 |            |            |                 |             |            |

| Jornada 23         | Jornada 23 | Jornada 23 | Jornada 23    | Jornada 23  | Jornada 23 |
| Local              | Resultado  | Visitante  | Estadio       | Fecha       |            |
| ------------------ | ---------- | ---------- | ------------- | ----------- | ---------- |
| Alajuelense        | 1 - 0      | Turrialba  | Morera Soto   | 16 de marzo |            |
| San Carlos         | 1 - 1      | Puntarenas | Carlos Ugalde | 16 de marzo |            |
| Limonense          | 1 - 0      | Cartaginés | Juan Gobán    | 16 de marzo |            |
| Generaleña         | 1 - 2      | Saprissa   | Municipal     | 17 de marzo |            |
| Guanacasteca       | 3 - 0      | Palmares   | Chorotega     | 17 de marzo |            |
| Uruguay            | 1 - 0      | Herediano  | Pipilo Umaña  | 17 de marzo |            |
| Total de goles: 11 |            |            |               |             |            |

| Jornada 24         | Jornada 24 | Jornada 24   | Jornada 24      | Jornada 24  | Jornada 24 |
| Local              | Resultado  | Visitante    | Estadio         | Fecha       |            |
| ------------------ | ---------- | ------------ | --------------- | ----------- | ---------- |
| Cartaginés         | 1 - 1      | Guanacasteca | Fello Meza      | 23 de marzo |            |
| Herediano          | 1 - 1      | San Carlos   | Rosabal Cordero | 23 de marzo |            |
| Puntarenas         | 2 - 1      | Alajuelense  | Lito Pérez      | 24 de marzo |            |
| Turrialba          | 1 - 0      | Limonense    | Rafael Camacho  | 24 de marzo |            |
| Generaleña         | 1 - 0      | Uruguay      | Municipal       | 24 de marzo |            |
| Palmares           | 1 - 0      | Saprissa     | Palmareño Solís | 24 de marzo |            |
| Total de goles: 10 |            |              |                 |             |            |

| Jornada 25         | Jornada 25 | Jornada 25 | Jornada 25       | Jornada 25    | Jornada 25 |
| Local              | Resultado  | Visitante  | Estadio          | Fecha         |            |
| ------------------ | ---------- | ---------- | ---------------- | ------------- | ---------- |
| San Carlos         | 1 - 1      | Uruguay    | Carlos Ugalde    | 6 de abril    |            |
| Saprissa           | 2 - 1      | Cartaginés | Ricardo Saprissa | 7 de abril    |            |
| Alajuelense        | 3 - 1      | Herediano  | Morera Soto      | 7 de abril    |            |
| Palmares           | 0 - 0      | Generaleña | Palmareño Solís  | 7 de abril    |            |
| Guanacasteca       | 0 - 2      | Turrialba  | Fello Meza       | 10 de abril   |            |
| Limonense          | 2 - 3      | Puntarenas | Juan Gobán       | 6-11 de abril |            |
| Total de goles: 16 |            |            |                  |               |            |

| Jornada 26         | Jornada 26 | Jornada 26  | Jornada 26      | Jornada 26  | Jornada 26 |
| Local              | Resultado  | Visitante   | Estadio         | Fecha       |            |
| ------------------ | ---------- | ----------- | --------------- | ----------- | ---------- |
| Uruguay            | 2 - 1      | Alajuelense | Nacional        | 13 de abril |            |
| Herediano          | 5 - 1      | Limonense   | Rosabal Cordero | 14 de abril |            |
| Guanacasteca       | 1 - 1      | Puntarenas  | Chorotega       | 14 de abril |            |
| Turrialba          | 0 - 1      | Saprissa    | Rafael Camacho  | 14 de abril |            |
| Cartaginés         | 2 - 0      | Palmares    | Fello Meza      | 14 de abril |            |
| Generaleña         | 0 - 1      | San Carlos  | Municipal       | 14 de abril |            |
| Total de goles: 15 |            |             |                 |             |            |

| Jornada 27         | Jornada 27 | Jornada 27 | Jornada 27       | Jornada 27  | Jornada 27 |
| Local              | Resultado  | Visitante  | Estadio          | Fecha       |            |
| ------------------ | ---------- | ---------- | ---------------- | ----------- | ---------- |
| Limonense          | 1 - 1      | Uruguay    | Juan Gobán       | 20 de abril |            |
| Guanacasteca       | 1 - 0      | Herediano  | Chorotega        | 21 de abril |            |
| Saprissa           | 3 - 1      | Puntarenas | Ricardo Saprissa | 21 de abril |            |
| Palmares           | 3 - 1      | Turrialba  | Palmareño Solís  | 21 de abril |            |
| Alajuelense        | 4 - 0      | San Carlos | Morera Soto      | 21 de abril |            |
| Cartaginés         | 2 - 1      | Generaleña | Fello Meza       | 21 de abril |            |
| Total de goles: 18 |            |            |                  |             |            |

| Jornada 28         | Jornada 28 | Jornada 28   | Jornada 28      | Jornada 28 | Jornada 28 |
| Local              | Resultado  | Visitante    | Estadio         | Fecha      |            |
| ------------------ | ---------- | ------------ | --------------- | ---------- | ---------- |
| Generaleña         | 2 - 1      | Alajuelense  | Municipal       | 1 de mayo  |            |
| Herediano          | 2 - 1      | Saprissa     | Rosabal Cordero | 1 de mayo  |            |
| Puntarenas         | 1 - 0      | Palmares     | Nacional        | 1 de mayo  |            |
| Turrialba          | 3 - 0      | Cartaginés   | Rafael Camacho  | 1 de mayo  |            |
| Uruguay            | 1 - 0      | Guanacasteca | Pipilo Umaña    | 1 de mayo  |            |
| San Carlos         | 3 - 1      | Limonense    | Carlos Ugalde   | 8 de mayo  |            |
| Total de goles: 15 |            |              |                 |            |            |

| Jornada 29         | Jornada 29 | Jornada 29  | Jornada 29       | Jornada 29 | Jornada 29 |
| Local              | Resultado  | Visitante   | Estadio          | Fecha      |            |
| ------------------ | ---------- | ----------- | ---------------- | ---------- | ---------- |
| Saprissa           | 0 - 1      | Uruguay     | Ricardo Saprissa | 5 de mayo  |            |
| Palmares           | 1 - 0      | Herediano   | Palmareño Solís  | 5 de mayo  |            |
| Cartaginés         | 2 - 1      | Puntarenas  | Fello Meza       | 5 de mayo  |            |
| Turrialba          | 2 - 0      | Generaleña  | Rafael Camacho   | 5 de mayo  |            |
| Guanacasteca       | 0 - 2      | San Carlos  | Chorotega        | 5 de mayo  |            |
| Limonense          | 0 - 1      | Alajuelense | Juan Gobán       | 22 de mayo |            |
| Total de goles: 10 |            |             |                  |            |            |

| Jornada 30         | Jornada 30 | Jornada 30   | Jornada 30      | Jornada 30 | Jornada 30 |
| Local              | Resultado  | Visitante    | Estadio         | Fecha      |            |
| ------------------ | ---------- | ------------ | --------------- | ---------- | ---------- |
| Generaleña         | 2 - 0      | Limonense    | Municipal       | 12 de mayo |            |
| Herediano          | 2 - 0      | Cartaginés   | Rosabal Cordero | 12 de mayo |            |
| Puntarenas         | 2 - 2      | Turrialba    | Nacional        | 12 de mayo |            |
| Alajuelense        | 2 - 0      | Guanacasteca | Morera Soto     | 12 de mayo |            |
| San Carlos         | 0 - 1      | Saprissa     | Carlos Ugalde   | 12 de mayo |            |
| Uruguay            | 1 - 0      | Palmares     | Pipilo Umaña    | 12 de mayo |            |
| Total de goles: 12 |            |              |                 |            |            |

| Jornada 31         | Jornada 31 | Jornada 31  | Jornada 31       | Jornada 31  | Jornada 31 |
| Local              | Resultado  | Visitante   | Estadio          | Fecha       |            |
| ------------------ | ---------- | ----------- | ---------------- | ----------- | ---------- |
| Puntarenas         | 0 - 2      | Generaleña  | Nacional         | 18 de mayo  |            |
| Turrialba          | 3 - 0      | Herediano   | Rafael Camacho   | 19 de mayo  |            |
| Palmares           | 1 - 1      | San Carlos  | Palmareño Solís  | 19 de mayo  |            |
| Saprissa           | 0 - 1      | Alajuelense | Ricardo Saprissa | 19 de mayo  |            |
| Uruguay            | 0 - 0      | Cartaginés  | Pipilo Umaña     | 22 de mayo  |            |
| Guanacasteca       | 3 - 1      | Limonense   | Chorotega        | 12 de junio |            |
| Total de goles: 12 |            |             |                  |             |            |

| Jornada 32         | Jornada 32 | Jornada 32 | Jornada 32      | Jornada 32 | Jornada 32 |
| Local              | Resultado  | Visitante  | Estadio         | Fecha      |            |
| ------------------ | ---------- | ---------- | --------------- | ---------- | ---------- |
| Limonense          | 2 - 1      | Saprissa   | Juan Gobán      | 5 de junio |            |
| San Carlos         | 1 - 2      | Cartaginés | Carlos Ugalde   | 8 de junio |            |
| Guanacasteca       | 1 - 0      | Generaleña | Chorotega       | 9 de junio |            |
| Alajuelense        | 4 - 2      | Palmares   | Morera Soto     | 9 de junio |            |
| Herediano          | 1 - 1      | Puntarenas | Rosabal Cordero | 9 de junio |            |
| Uruguay            | 0 - 0      | Turrialba  | Pipilo Umaña    | 9 de junio |            |
| Total de goles: 15 |            |            |                 |            |            |

| Jornada 33         | Jornada 33 | Jornada 33   | Jornada 33       | Jornada 33  | Jornada 33 |
| Local              | Resultado  | Visitante    | Estadio          | Fecha       |            |
| ------------------ | ---------- | ------------ | ---------------- | ----------- | ---------- |
| Generaleña         | 1 - 2      | Herediano    | Municipal        | 16 de junio |            |
| Saprissa           | 2 - 1      | Guanacasteca | Ricardo Saprissa | 16 de junio |            |
| Palmares           | 1 - 0      | Limonense    | Palmareño Solís  | 16 de junio |            |
| Cartaginés         | 2 - 4      | Alajuelense  | Fello Meza       | 16 de junio |            |
| Turrialba          | 2 - 0      | San Carlos   | Rafael Camacho   | 16 de junio |            |
| Puntarenas         | 3 - 1      | Uruguay      | Lito Pérez       | 16 de junio |            |
| Total de goles: 19 |            |              |                  |             |            |

| Jornada 34         | Jornada 34 | Jornada 34   | Jornada 34       | Jornada 34  | Jornada 34 |
| Local              | Resultado  | Visitante    | Estadio          | Fecha       |            |
| ------------------ | ---------- | ------------ | ---------------- | ----------- | ---------- |
| Herediano          | 1 - 1      | Uruguay      | Rosabal Cordero  | 23 de junio |            |
| Puntarenas         | 0 - 0      | San Carlos   | Lito Pérez       | 23 de junio |            |
| Turrialba          | 1 - 0      | Alajuelense  | Rafael Camacho   | 23 de junio |            |
| Cartaginés         | 2 - 0      | Limonense    | Fello Meza       | 23 de junio |            |
| Palmares           | 2 - 1      | Guanacasteca | Palmareño Solís  | 23 de junio |            |
| Saprissa           | 3 - 2      | Generaleña   | Ricardo Saprissa | 23 de junio |            |
| Total de goles: 13 |            |              |                  |             |            |

| Jornada 35        | Jornada 35 | Jornada 35 | Jornada 35       | Jornada 35  | Jornada 35 |
| Local             | Resultado  | Visitante  | Estadio          | Fecha       |            |
| ----------------- | ---------- | ---------- | ---------------- | ----------- | ---------- |
| Limonense         | 0 - 0      | Turrialba  | Juan Gobán       | 13 de julio |            |
| San Carlos        | 1 - 1      | Herediano  | Carlos Ugalde    | 14 de julio |            |
| Alajuelense       | 0 - 0      | Puntarenas | Morera Soto      | 14 de julio |            |
| Uruguay           | 0 - 2      | Generaleña | Pipilo Umaña     | 14 de julio |            |
| Guanacasteca      | 0 - 0      | Cartaginés | Chorotega        | 14 de julio |            |
| Saprissa          | 1 - 1      | Palmares   | Ricardo Saprissa | 14 de julio |            |
| Total de goles: 6 |            |            |                  |             |            |

| Jornada 36         | Jornada 36 | Jornada 36   | Jornada 36      | Jornada 36  | Jornada 36 |
| Local              | Resultado  | Visitante    | Estadio         | Fecha       |            |
| ------------------ | ---------- | ------------ | --------------- | ----------- | ---------- |
| Generaleña         | 2 - 1      | Palmares     | Municipal       | 21 de julio |            |
| Herediano          | 1 - 2      | Alajuelense  | Rosabal Cordero | 21 de julio |            |
| Puntarenas         | 3 - 0      | Limonense    | Lito Pérez      | 21 de julio |            |
| Turrialba          | 1 - 0      | Guanacasteca | Rafael Camacho  | 21 de julio |            |
| Uruguay            | 3 - 1      | San Carlos   | Pipilo Umaña    | 21 de julio |            |
| Cartaginés         | 0 - 2      | Saprissa     | Fello Meza      | 31 de julio |            |
| Total de goles: 16 |            |              |                 |             |            |

| Jornada 37         | Jornada 37 | Jornada 37   | Jornada 37       | Jornada 37  | Jornada 37 |
| Local              | Resultado  | Visitante    | Estadio          | Fecha       |            |
| ------------------ | ---------- | ------------ | ---------------- | ----------- | ---------- |
| Saprissa           | 1 - 0      | Turrialba    | Ricardo Saprissa | 24 de julio |            |
| San Carlos         | 1 - 0      | Generaleña   | Carlos Ugalde    | 25 de julio |            |
| Limonense          | 3 - 1      | Herediano    | Juan Gobán       | 25 de julio |            |
| Puntarenas         | 1 - 0      | Guanacasteca | Lito Pérez       | 25 de julio |            |
| Palmares           | 3 - 2      | Cartaginés   | Palmareño Solís  | 25 de julio |            |
| Alajuelense        | 2 - 1      | Uruguay      | Morera Soto      | 31 de julio |            |
| Total de goles: 15 |            |              |                  |             |            |

| Jornada 38         | Jornada 38 | Jornada 38   | Jornada 38      | Jornada 38   | Jornada 38 |
| Local              | Resultado  | Visitante    | Estadio         | Fecha        |            |
| ------------------ | ---------- | ------------ | --------------- | ------------ | ---------- |
| Generaleña         | 1 - 1      | Cartaginés   | Municipal       | 28 de julio  |            |
| Herediano          | 1 - 0      | Guanacasteca | Rosabal Cordero | 28 de julio  |            |
| Uruguay            | 1 - 0      | Limonense    | Pipilo Umaña    | 28 de julio  |            |
| Turrialba          | 2 - 1      | Palmares     | Rafael Camacho  | 28 de julio  |            |
| San Carlos         | 2 - 2      | Alajuelense  | Carlos Ugalde   | 28 de julio  |            |
| Puntarenas         | 2 - 1      | Saprissa     | Lito Pérez      | 15 de agosto |            |
| Total de goles: 14 |            |              |                 |              |            |

| Jornada 39         | Jornada 39 | Jornada 39 | Jornada 39       | Jornada 39  | Jornada 39 |
| Local              | Resultado  | Visitante  | Estadio          | Fecha       |            |
| ------------------ | ---------- | ---------- | ---------------- | ----------- | ---------- |
| Limonense          | 2 - 1      | San Carlos | Juan Gobán       | 3 de agosto |            |
| Guanacasteca       | 1 - 0      | Uruguay    | Chorotega        | 3 de agosto |            |
| Palmares           | 0 - 0      | Puntarenas | Palmareño Solís  | 4 de agosto |            |
| Cartaginés         | 0 - 1      | Turrialba  | Fello Meza       | 4 de agosto |            |
| Alajuelense        | 4 - 0      | Generaleña | Morera Soto      | 4 de agosto |            |
| Saprissa           | 1 - 0      | Herediano  | Ricardo Saprissa | 4 de agosto |            |
| Total de goles: 10 |            |            |                  |             |            |

| Jornada 40         | Jornada 40 | Jornada 40   | Jornada 40      | Jornada 40   | Jornada 40 |
| Local              | Resultado  | Visitante    | Estadio         | Fecha        |            |
| ------------------ | ---------- | ------------ | --------------- | ------------ | ---------- |
| Generaleña         | 0 - 1      | Turrialba    | Municipal       | 11 de agosto |            |
| Herediano          | 2 - 1      | Palmares     | Rosabal Cordero | 11 de agosto |            |
| Puntarenas         | 0 - 2      | Cartaginés   | Lito Pérez      | 11 de agosto |            |
| Alajuelense        | 2 - 1      | Limonense    | Morera Soto     | 11 de agosto |            |
| San Carlos         | 0 - 0      | Guanacasteca | Carlos Ugalde   | 11 de agosto |            |
| Uruguay            | 3 - 1      | Saprissa     | Pipilo Umaña    | 11 de agosto |            |
| Total de goles: 13 |            |              |                 |              |            |

| Jornada 41         | Jornada 41 | Jornada 41  | Jornada 41       | Jornada 41   | Jornada 41 |
| Local              | Resultado  | Visitante   | Estadio          | Fecha        |            |
| ------------------ | ---------- | ----------- | ---------------- | ------------ | ---------- |
| Limonense          | 1 - 1      | Generaleña  | Juan Gobán       | 18 de agosto |            |
| Cartaginés         | 1 - 2      | Herediano   | Fello Meza       | 18 de agosto |            |
| Turrialba          | 0 - 1      | Puntarenas  | Rafael Camacho   | 18 de agosto |            |
| Guanacasteca       | 0 - 0      | Alajuelense | Chorotega        | 18 de agosto |            |
| Palmares           | 0 - 2      | Uruguay     | Palmareño Solís  | 18 de agosto |            |
| Saprissa           | 2 - 2      | San Carlos  | Ricardo Saprissa | 28 de agosto |            |
| Total de goles: 12 |            |             |                  |              |            |

| Jornada 42         | Jornada 42 | Jornada 42   | Jornada 42      | Jornada 42      | Jornada 42 |
| Local              | Resultado  | Visitante    | Estadio         | Fecha           |            |
| ------------------ | ---------- | ------------ | --------------- | --------------- | ---------- |
| Generaleña         | 1 - 0      | Puntarenas   | Municipal       | 25 de agosto    |            |
| Herediano          | 1 - 1      | Turrialba    | Rosabal Cordero | 25 de agosto    |            |
| Limonense          | 2 - 1      | Guanacasteca | Juan Gobán      | 25 de agosto    |            |
| Cartaginés         | 1 - 0      | Uruguay      | Fello Meza      | 25 de agosto    |            |
| San Carlos         | 2 - 1      | Palmares     | Carlos Ugalde   | 25 de agosto    |            |
| Alajuelense        | 2 - 1      | Saprissa     | Morera Soto     | 4 de septiembre |            |
| Total de goles: 13 |            |              |                 |                 |            |

| Jornada 43         | Jornada 43 | Jornada 43   | Jornada 43       | Jornada 43      | Jornada 43 |
| Local              | Resultado  | Visitante    | Estadio          | Fecha           |            |
| ------------------ | ---------- | ------------ | ---------------- | --------------- | ---------- |
| Generaleña         | 2 - 1      | Guanacasteca | Municipal        | 1 de septiembre |            |
| Puntarenas         | 1 - 0      | Herediano    | Lito Pérez       | 1 de septiembre |            |
| Saprissa           | 2 - 0      | Limonense    | Ricardo Saprissa | 1 de septiembre |            |
| Palmares           | 0 - 0      | Alajuelense  | Palmareño Solís  | 1 de septiembre |            |
| Cartaginés         | 2 - 1      | San Carlos   | Fello Meza       | 1 de septiembre |            |
| Turrialba          | 1 - 0      | Uruguay      | Rafael Camacho   | 1 de septiembre |            |
| Total de goles: 10 |            |              |                  |                 |            |

| Jornada 44         | Jornada 44 | Jornada 44 | Jornada 44      | Jornada 44      | Jornada 44 |
| Local              | Resultado  | Visitante  | Estadio         | Fecha           |            |
| ------------------ | ---------- | ---------- | --------------- | --------------- | ---------- |
| San Carlos         | 1 - 2      | Turrialba  | Carlos Ugalde   | 7 de septiembre |            |
| Guanacasteca       | 0 - 1      | Saprissa   | Chorotega       | 8 de septiembre |            |
| Limonense          | 0 - 0      | Palmares   | Juan Gobán      | 8 de septiembre |            |
| Alajuelense        | 2 - 2      | Cartaginés | Morera Soto     | 8 de septiembre |            |
| Herediano          | 2 - 1      | Generaleña | Rosabal Cordero | 8 de septiembre |            |
| Uruguay            | 1 - 1      | Puntarenas | Pipilo Umaña    | 8 de septiembre |            |
| Total de goles: 13 |            |            |                 |                 |            |

## Segunda fase

### Cuartos de final

#### Alajuelense vs. Cartaginés
| Ida; 15 de septiembre de 1991, 12:00 | C. S. Cartaginés  | 1:0 (0:0) | L. D. Alajuelense | Estadio "Fello" Meza, Cartago                                |                                                              |
|                                      | - Róger Gómez 60' | Reporte   |                   | Asistencia: 5 296 espectadores Árbitro(s): Ramón Luis Méndez | Asistencia: 5 296 espectadores Árbitro(s): Ramón Luis Méndez |

| Vuelta; 22 de septiembre de 1991, 11:00 | L. D. Alajuelense                                                                   | 1:0 (0:0, 1:0) (2:3 p.)(Global 1:1) | C. S. Cartaginés                                                   | Estadio Morera Soto, Alajuela                           |                                                         |
|                                         | - Mauricio Montero 74' (pen.)                                                       | Reporte                             |                                                                    | Asistencia: 6 127 espectadores Árbitro(s): Luis Bernini | Asistencia: 6 127 espectadores Árbitro(s): Luis Bernini |
|                                         |                                                                                     | Tiros desde el punto penal          |                                                                    |                                                         |                                                         |
|                                         | - Álvaro Solano - Joaquín Guillén - Austin Berry - Mauricio Montero - Fernando Sosa |                                     | - Martín Estrada - Róger Gómez - Gerardo Villalobos - Víctor Calvo |                                                         |                                                         |

#### Puntarenas vs. Turrialba
| Ida; 15 de septiembre de 1991, 12:00 | Municipal Turrialba                 | 2:4 (0:3) | Municipal Puntarenas                              | Estadio Rafael Camacho, Turrialba, Cartago              |                                                         |
|                                      | - Guillermo Guardia 61', 77' (pen.) | Reporte   | - Luis Galagarza 18' - Kleber Ponce 34', 35', 59' | Asistencia: 1 737 espectadores Árbitro(s): Luis Bernini | Asistencia: 1 737 espectadores Árbitro(s): Luis Bernini |

| Vuelta; 22 de septiembre de 1991, 11:00 | Municipal Puntarenas | 1:1 (0:0) (Global 5:3) | Municipal Turrialba  | Estadio "Lito" Pérez, Puntarenas                            |                                                             |
|                                         | - Kleber Ponce 79'   | Reporte                | - Fabián Sánchez 58' | Asistencia: 2 841 espectadores Árbitro(s): Víctor Rodríguez | Asistencia: 2 841 espectadores Árbitro(s): Víctor Rodríguez |

#### Saprissa vs. Uruguay
| Ida; 15 de septiembre de 1991, 11:00 | C. S. Uruguay            | 1:0 (1:0) | Deportivo Saprissa | Estadio Nacional, San José  |                             |
|                                      | - Pedro Paulo Rivero 21' | Reporte   |                    | Árbitro(s): Rodrigo Badilla | Árbitro(s): Rodrigo Badilla |

| Vuelta; 22 de septiembre de 1991, 11:10 | Deportivo Saprissa                        | 3:0 (1:0) (Global 3:1) | C. S. Uruguay | Estadio Ricardo Saprissa, Tibás, San José                    |                                                              |
|                                         | - Enrique Díaz 43' - José Jaikel 53', 77' | Reporte                |               | Asistencia: 8 032 espectadores Árbitro(s): Ramón Luis Méndez | Asistencia: 8 032 espectadores Árbitro(s): Ramón Luis Méndez |

### Semifinal

#### Saprissa vs. Cartaginés
| Ida; 29 de septiembre de 1991, 11:00 | Deportivo Saprissa               | 1:0 (1:0) | C. S. Cartaginés | Estadio Ricardo Saprissa, Tibás, San José                    |                                                              |
|                                      | - Alexandre Guimarães 37' (pen.) | Reporte   |                  | Asistencia: 13 869 espectadores Árbitro(s): Ronald Gutiérrez | Asistencia: 13 869 espectadores Árbitro(s): Ronald Gutiérrez |

| Vuelta; 6 de octubre de 1991, 11:00 | C. S. Cartaginés              | 1:1 (1:0) (Global 1:2) | Deportivo Saprissa   | Estadio "Fello" Meza, Cartago                              |                                                            |
|                                     | - Vladimir Quesada 28' (a.g.) | Reporte                | - Adonis Hilario 79' | Asistencia: 8 410 espectadores Árbitro(s): Rodrigo Badilla | Asistencia: 8 410 espectadores Árbitro(s): Rodrigo Badilla |

### Final

#### Puntarenas vs. Saprissa
| Ida; 13 de octubre de 1991, 11:00 | Deportivo Saprissa                         | 2:0 (0:0) | Municipal Puntarenas | Estadio Ricardo Saprissa, Tibás, San José                |                                                          |
|                                   | - Ronald González 50' - Adonis Hilario 71' | Reporte   |                      | Asistencia: 16 083 espectadores Árbitro(s): Luis Bernini | Asistencia: 16 083 espectadores Árbitro(s): Luis Bernini |

| Vuelta; 20 de octubre de 1991, 11:00 | Municipal Puntarenas | 0:0 (Global 0:2) | Deportivo Saprissa | Estadio "Lito" Pérez, Puntarenas                            |                                                             |
|                                      |                      | Reporte          |                    | Asistencia: 8 422 espectadores Árbitro(s): Víctor Rodríguez | Asistencia: 8 422 espectadores Árbitro(s): Víctor Rodríguez |

## Gran final
Disputaron la gran final el líder de la primera fase y el vencedor de la segunda fase.

### Saprissa vs. Alajuelense
| Ida; 27 de octubre de 1991, 11:00 | L. D. Alajuelense                                  | 2:1 (1:1) | Deportivo Saprissa | Estadio Morera Soto, Alajuela                                 |                                                               |
|                                   | - Mauricio Montero 24' (pen.) - Ricardo Chacón 74' | Reporte   | - José Jaikel 10'  | Asistencia: 20 366 espectadores Árbitro(s): Ramón Luis Méndez | Asistencia: 20 366 espectadores Árbitro(s): Ramón Luis Méndez |

| Vuelta; 3 de noviembre de 1991, 11:00 | Deportivo Saprissa | 0:1 (0:0) (Global 1:3) | L. D. Alajuelense  | Estadio Ricardo Saprissa, Tibás, San José                   |                                                             |
|                                       |                    | Reporte                | - Austin Berry 50' | Asistencia: 34 302 espectadores Árbitro(s): Rodrigo Badilla | Asistencia: 34 302 espectadores Árbitro(s): Rodrigo Badilla |

#### Final - ida
| -     | POR   | José Alexis Rojas    |     |
|       | DEF   | Mauricio Montero     |     |
|       | DEF   | Javier Delgado       |     |
|       | DEF   | Ricardo Chacón       |     |
|       | DEF   | Joaquín Guillén      |     |
|       | MED   | Óscar Ramírez        | 34' |
|       | MED   | Pavel Karoch         |     |
|       | MED   | Austin Berry         | 68' |
|       | MED   | Richard Smith        |     |
|       | DEL   | Álvaro Solano        |     |
|       | DEL   | Juan Carlos Arguedas |     |
| D. T. | D. T. | Ivan Mraz            |     |

| -     | POR   | Álvaro Fuentes      |     |
|       | DEF   | Vladimir Quesada    |     |
|       | DEF   | Róger Flores        |     |
|       | DEF   | Enrique Arias       |     |
|       | DEF   | Enrique Díaz        |     |
|       | MED   | Benjamín Mayorga    |     |
|       | MED   | Alexandre Guimarães |     |
|       | MED   | José Jaikel         | 20' |
|       | MED   | Ronald González     |     |
|       | DEL   | Adonis Hilario      |     |
|       | DEL   | Evaristo Coronado   |     |
| D. T. | D. T. | Odir Jacques        |     |

| - | DEF | Fernando Sosa        | 34' |
|   | DEL | Carlos Mario Hidalgo | 68' |

| - | MED | Ronald Caravaca | 20' · 66' |
|   | MED | Víctor Badilla  | 66'       |

| 24' · 74' | Mauricio Montero Ricardo Chacón | 1:1 2:1 |

| 10' | José Jaikel | 0:1 |

| Amonestado · Amonestado · Amonestado · Amonestado | Austin Berry Ricardo Chacón José Alexis Rojas Álvaro Solano |

| Amonestado · Amonestado | Róger Flores Ronald González |

| , 19' | Juan Carlos Arguedas |

| , 66' | Enrique Díaz |

| Principal  | Ramón Luis Méndez    |
| Asistentes | Didier Carmona       |
|            | Luis Fernando Torres |

| -     | POR   | José Alexis Rojas    |     |
|       | DEF   | Mauricio Montero     |     |
|       | DEF   | Javier Delgado       |     |
|       | DEF   | Ricardo Chacón       |     |
|       | DEF   | Joaquín Guillén      |     |
|       | MED   | Óscar Ramírez        | 34' |
|       | MED   | Pavel Karoch         |     |
|       | MED   | Austin Berry         | 68' |
|       | MED   | Richard Smith        |     |
|       | DEL   | Álvaro Solano        |     |
|       | DEL   | Juan Carlos Arguedas |     |
| D. T. | D. T. | Ivan Mraz            |     |

| -     | POR   | Álvaro Fuentes      |     |
|       | DEF   | Vladimir Quesada    |     |
|       | DEF   | Róger Flores        |     |
|       | DEF   | Enrique Arias       |     |
|       | DEF   | Enrique Díaz        |     |
|       | MED   | Benjamín Mayorga    |     |
|       | MED   | Alexandre Guimarães |     |
|       | MED   | José Jaikel         | 20' |
|       | MED   | Ronald González     |     |
|       | DEL   | Adonis Hilario      |     |
|       | DEL   | Evaristo Coronado   |     |
| D. T. | D. T. | Odir Jacques        |     |

| - | DEF | Fernando Sosa        | 34' |
|   | DEL | Carlos Mario Hidalgo | 68' |

| - | MED | Ronald Caravaca | 20' · 66' |
|   | MED | Víctor Badilla  | 66'       |

| 24' · 74' | Mauricio Montero Ricardo Chacón | 1:1 2:1 |

| 10' | José Jaikel | 0:1 |

| Amonestado · Amonestado · Amonestado · Amonestado | Austin Berry Ricardo Chacón José Alexis Rojas Álvaro Solano |

| Amonestado · Amonestado | Róger Flores Ronald González |

| , 19' | Juan Carlos Arguedas |

| , 66' | Enrique Díaz |

| Principal  | Ramón Luis Méndez    |
| Asistentes | Didier Carmona       |
|            | Luis Fernando Torres |

| -     | POR   | José Alexis Rojas    |     |
|       | DEF   | Mauricio Montero     |     |
|       | DEF   | Javier Delgado       |     |
|       | DEF   | Ricardo Chacón       |     |
|       | DEF   | Joaquín Guillén      |     |
|       | MED   | Óscar Ramírez        | 34' |
|       | MED   | Pavel Karoch         |     |
|       | MED   | Austin Berry         | 68' |
|       | MED   | Richard Smith        |     |
|       | DEL   | Álvaro Solano        |     |
|       | DEL   | Juan Carlos Arguedas |     |
| D. T. | D. T. | Ivan Mraz            |     |

| -     | POR   | Álvaro Fuentes      |     |
|       | DEF   | Vladimir Quesada    |     |
|       | DEF   | Róger Flores        |     |
|       | DEF   | Enrique Arias       |     |
|       | DEF   | Enrique Díaz        |     |
|       | MED   | Benjamín Mayorga    |     |
|       | MED   | Alexandre Guimarães |     |
|       | MED   | José Jaikel         | 20' |
|       | MED   | Ronald González     |     |
|       | DEL   | Adonis Hilario      |     |
|       | DEL   | Evaristo Coronado   |     |
| D. T. | D. T. | Odir Jacques        |     |

| - | DEF | Fernando Sosa        | 34' |
|   | DEL | Carlos Mario Hidalgo | 68' |

| - | MED | Ronald Caravaca | 20' · 66' |
|   | MED | Víctor Badilla  | 66'       |

| 24' · 74' | Mauricio Montero Ricardo Chacón | 1:1 2:1 |

| 10' | José Jaikel | 0:1 |

| Amonestado · Amonestado · Amonestado · Amonestado | Austin Berry Ricardo Chacón José Alexis Rojas Álvaro Solano |

| Amonestado · Amonestado | Róger Flores Ronald González |

| , 19' | Juan Carlos Arguedas |

| , 66' | Enrique Díaz |

| Principal  | Ramón Luis Méndez    |
| Asistentes | Didier Carmona       |
|            | Luis Fernando Torres |

| -     | POR   | José Alexis Rojas    |     |
|       | DEF   | Mauricio Montero     |     |
|       | DEF   | Javier Delgado       |     |
|       | DEF   | Ricardo Chacón       |     |
|       | DEF   | Joaquín Guillén      |     |
|       | MED   | Óscar Ramírez        | 34' |
|       | MED   | Pavel Karoch         |     |
|       | MED   | Austin Berry         | 68' |
|       | MED   | Richard Smith        |     |
|       | DEL   | Álvaro Solano        |     |
|       | DEL   | Juan Carlos Arguedas |     |
| D. T. | D. T. | Ivan Mraz            |     |

| -     | POR   | Álvaro Fuentes      |     |
|       | DEF   | Vladimir Quesada    |     |
|       | DEF   | Róger Flores        |     |
|       | DEF   | Enrique Arias       |     |
|       | DEF   | Enrique Díaz        |     |
|       | MED   | Benjamín Mayorga    |     |
|       | MED   | Alexandre Guimarães |     |
|       | MED   | José Jaikel         | 20' |
|       | MED   | Ronald González     |     |
|       | DEL   | Adonis Hilario      |     |
|       | DEL   | Evaristo Coronado   |     |
| D. T. | D. T. | Odir Jacques        |     |

| - | DEF | Fernando Sosa        | 34' |
|   | DEL | Carlos Mario Hidalgo | 68' |

| - | MED | Ronald Caravaca | 20' · 66' |
|   | MED | Víctor Badilla  | 66'       |

| 24' · 74' | Mauricio Montero Ricardo Chacón | 1:1 2:1 |

| 10' | José Jaikel | 0:1 |

| Amonestado · Amonestado · Amonestado · Amonestado | Austin Berry Ricardo Chacón José Alexis Rojas Álvaro Solano |

| Amonestado · Amonestado | Róger Flores Ronald González |

| , 19' | Juan Carlos Arguedas |

| , 66' | Enrique Díaz |

| Principal  | Ramón Luis Méndez    |
| Asistentes | Didier Carmona       |
|            | Luis Fernando Torres |

#### Final - vuelta
| -     | POR   | Álvaro Fuentes      |     |
|       | DEF   | Vladimir Quesada    |     |
|       | DEF   | Max Sánchez         |     |
|       | DEF   | Enrique Arias       |     |
|       | DEF   | Róger Flores        |     |
|       | MED   | Benjamín Mayorga    | 55' |
|       | MED   | Ronald González     |     |
|       | MED   | Alexandre Guimarães |     |
|       | MED   | Benigno Guido       | 55' |
|       | DEL   | Adonis Hilario      |     |
|       | DEL   | Evaristo Coronado   |     |
| D. T. | D. T. | Odir Jacques        |     |

| -     | POR   | José Alexis Rojas    |     |
|       | DEF   | Javier Delgado       | 69' |
|       | DEF   | Mauricio Montero     |     |
|       | DEF   | Ricardo Chacón       |     |
|       | DEF   | Fernando Sosa        |     |
|       | MED   | Joaquín Guillén      |     |
|       | MED   | Pavel Karoch         | 77' |
|       | MED   | Carlos Mario Hidalgo |     |
|       | MED   | Austin Berry         |     |
|       | DEL   | Álvaro Solano        |     |
|       | DEL   | Richard Smith        |     |
| D. T. | D. T. | Ivan Mraz            |     |

| - | MED | Roy Brown   | 55' |
|   | DEL | José Jaikel | 55' |

| - | DEF | Óscar Valverde | 69' |
|   | MED | Óscar Ramírez  | 77' |

| 50' | Austin Berry | 0:1 |

| 41' · 66' · 79' | Fernando Sosa Pavel Karoch Ricardo Chacón |

| Principal  | Rodrigo Badilla      |
| Asistentes | Víctor Hugo Alvarado |
|            | Alejandro Avilés     |

| -     | POR   | Álvaro Fuentes      |     |
|       | DEF   | Vladimir Quesada    |     |
|       | DEF   | Max Sánchez         |     |
|       | DEF   | Enrique Arias       |     |
|       | DEF   | Róger Flores        |     |
|       | MED   | Benjamín Mayorga    | 55' |
|       | MED   | Ronald González     |     |
|       | MED   | Alexandre Guimarães |     |
|       | MED   | Benigno Guido       | 55' |
|       | DEL   | Adonis Hilario      |     |
|       | DEL   | Evaristo Coronado   |     |
| D. T. | D. T. | Odir Jacques        |     |

| -     | POR   | José Alexis Rojas    |     |
|       | DEF   | Javier Delgado       | 69' |
|       | DEF   | Mauricio Montero     |     |
|       | DEF   | Ricardo Chacón       |     |
|       | DEF   | Fernando Sosa        |     |
|       | MED   | Joaquín Guillén      |     |
|       | MED   | Pavel Karoch         | 77' |
|       | MED   | Carlos Mario Hidalgo |     |
|       | MED   | Austin Berry         |     |
|       | DEL   | Álvaro Solano        |     |
|       | DEL   | Richard Smith        |     |
| D. T. | D. T. | Ivan Mraz            |     |

| - | MED | Roy Brown   | 55' |
|   | DEL | José Jaikel | 55' |

| - | DEF | Óscar Valverde | 69' |
|   | MED | Óscar Ramírez  | 77' |

| 50' | Austin Berry | 0:1 |

| 41' · 66' · 79' | Fernando Sosa Pavel Karoch Ricardo Chacón |

| Principal  | Rodrigo Badilla      |
| Asistentes | Víctor Hugo Alvarado |
|            | Alejandro Avilés     |

| -     | POR   | Álvaro Fuentes      |     |
|       | DEF   | Vladimir Quesada    |     |
|       | DEF   | Max Sánchez         |     |
|       | DEF   | Enrique Arias       |     |
|       | DEF   | Róger Flores        |     |
|       | MED   | Benjamín Mayorga    | 55' |
|       | MED   | Ronald González     |     |
|       | MED   | Alexandre Guimarães |     |
|       | MED   | Benigno Guido       | 55' |
|       | DEL   | Adonis Hilario      |     |
|       | DEL   | Evaristo Coronado   |     |
| D. T. | D. T. | Odir Jacques        |     |

| -     | POR   | José Alexis Rojas    |     |
|       | DEF   | Javier Delgado       | 69' |
|       | DEF   | Mauricio Montero     |     |
|       | DEF   | Ricardo Chacón       |     |
|       | DEF   | Fernando Sosa        |     |
|       | MED   | Joaquín Guillén      |     |
|       | MED   | Pavel Karoch         | 77' |
|       | MED   | Carlos Mario Hidalgo |     |
|       | MED   | Austin Berry         |     |
|       | DEL   | Álvaro Solano        |     |
|       | DEL   | Richard Smith        |     |
| D. T. | D. T. | Ivan Mraz            |     |

| - | MED | Roy Brown   | 55' |
|   | DEL | José Jaikel | 55' |

| - | DEF | Óscar Valverde | 69' |
|   | MED | Óscar Ramírez  | 77' |

| 50' | Austin Berry | 0:1 |

| 41' · 66' · 79' | Fernando Sosa Pavel Karoch Ricardo Chacón |

| Principal  | Rodrigo Badilla      |
| Asistentes | Víctor Hugo Alvarado |
|            | Alejandro Avilés     |

| -     | POR   | Álvaro Fuentes      |     |
|       | DEF   | Vladimir Quesada    |     |
|       | DEF   | Max Sánchez         |     |
|       | DEF   | Enrique Arias       |     |
|       | DEF   | Róger Flores        |     |
|       | MED   | Benjamín Mayorga    | 55' |
|       | MED   | Ronald González     |     |
|       | MED   | Alexandre Guimarães |     |
|       | MED   | Benigno Guido       | 55' |
|       | DEL   | Adonis Hilario      |     |
|       | DEL   | Evaristo Coronado   |     |
| D. T. | D. T. | Odir Jacques        |     |

| -     | POR   | José Alexis Rojas    |     |
|       | DEF   | Javier Delgado       | 69' |
|       | DEF   | Mauricio Montero     |     |
|       | DEF   | Ricardo Chacón       |     |
|       | DEF   | Fernando Sosa        |     |
|       | MED   | Joaquín Guillén      |     |
|       | MED   | Pavel Karoch         | 77' |
|       | MED   | Carlos Mario Hidalgo |     |
|       | MED   | Austin Berry         |     |
|       | DEL   | Álvaro Solano        |     |
|       | DEL   | Richard Smith        |     |
| D. T. | D. T. | Ivan Mraz            |     |

| - | MED | Roy Brown   | 55' |
|   | DEL | José Jaikel | 55' |

| - | DEF | Óscar Valverde | 69' |
|   | MED | Óscar Ramírez  | 77' |

| 50' | Austin Berry | 0:1 |

| 41' · 66' · 79' | Fernando Sosa Pavel Karoch Ricardo Chacón |

| Principal  | Rodrigo Badilla      |
| Asistentes | Víctor Hugo Alvarado |
|            | Alejandro Avilés     |

|                                       |
|                                       |
| Campeón L. D. Alajuelense 16.º título |

## Estadísticas

### Tabla de goleadores
Lista con los máximos anotadores de la temporada.
| Pos. | Jugador              | Equipo       | Goles |
| ---- | -------------------- | ------------ | ----- |
| 1.º  | Adonis Hilario       | Saprissa     | 26    |
| 2.º  | Guillermo Guardia    | Turrialba    | 22    |
| =    | Claudio Jara         | Herediano    | 22    |
| 4.º  | Leonidas Flores      | Puntarenas   | 17    |
| 5.º  | Kleber Ponce         | Puntarenas   | 15    |
| 6.º  | José Mario Rodríguez | Palmares     | 14    |
| 7.º  | Eduardo Méndez       | Guanacasteca | 12    |
| =    | Gunther Mayorga      | Turrialba    | 12    |
| =    | Róger Gómez          | Cartaginés   | 12    |
| =    | Luis Quirós          | Alajuelense  | 12    |
| =    | Mauricio Montero     | Alajuelense  | 12    |